# HPL-21 Ankaran
Hitra patruljna ladja 21 Ankaran (tudi HPL-21 Ankaran) je patruljni čoln razreda Super Dvora II Slovenske vojske. Poimenovan je po naselju Ankaran.

## Zgodovina
1. avgusta 1996 so čoln krstili in s tem je bil prevzet v operativno rabo 430. mornariškega diviziona Slovenske vojske.

## Poveljnik
- poročnik fregate Bogomir Tomažič (2002)